# ザ・ハプニングス・フォー
ザ・ハプニングス・フォー（The Happenings Four）は、日本のグループ・サウンズ バンド。
キーボード編成のギターレスなGSバンドとして異彩を放ち、後期にはプログレッシブなアプローチを展開。日本産プログレの草分け的存在としても評されている。1972年に解散したが、2001年に再始動を果たした。

## 概要
1964年に福岡市博多にて、クニとチトの河内兄弟を中心に結成したラテン・ロックバンド「サンライズ」が母体。1966年、ミッキー・カーチスにスカウトされ上京し、ナイトクラブやキャバレーなどで活動する。
1967年、黛敏郎らの命名で「ザ・ハプニングス・フォー」と改名し、同年11月、シングル「あなたが欲しい」でデビュー。
1969年、キーボードのシノ篠原（篠原信彦）が加入し、5人編成となる。Wキーボードを謳い文句に活動を続けたが、1972年に解散した。
2001年12月28日、篠原を除く4人が集結してバンドを再結成し、約30年ぶりとなるライブを神戸で行う。2002年には篠原も復帰し、多くのライブ活動を行う中でシングルやアルバムも発表。
2009年にペペ吉弘が死去。
ギター奏者が存在しない「ギターレス」の編成はGSでは珍しいものだったが、キーボード中心のユニークなサウンドとジャンルの幅広さが評価されている。ただし、水谷公生がギター奏者としてサポートメンバーだった時期もある。

## メンバー

### 現ラインナップ
- クニ河内（1940年7月7日）- キーボード/ピアノ/ボーカル (1964 - 1972, 2001 - )[1]
- チト河内（1943年2月24日）- ドラムス/ボーカル (1964 - 1972, 2001 - )
- トメ北川（1948年3月23日）- ボーカル/パーカッション/ベース (1966 - 1972, 2001 - )
- 篠原信彦（1946年7月18日）- キーボード/ボーカル (1969 - 1972, 2002 - )

### 旧メンバー
- ペペ吉弘（1942年2月24日 - 2009年12月13日）- ベース/ボーカル (1964 - 1972, 2001 - 2009)

サンライズ期
- 里見洋 - ボーカル (1964 - 1967)
- ペドロ梅村 - パーカッション (1964 - 1967)

## ディスコグラフィー

### シングル
1. あなたが欲しい／何故？（1967年11月5日）
2. 君の瞳を見つめて／あなたの側で（1968年3月10日）
3. アリゲーター・ブーガルー／すてきなブーガルー（1968年5月5日）
4. 夜明けのバラード／何も云わないで（1968年12月1日）
5. あの夢からさめて／誓いのフーガ～エリナー・リグビー（1969年5月1日）
6. 命短し／青春（1969年11月1日）
7. 恋人たちの願い／永田町への道（1970年3月10日）
8. 引潮・満潮／長い旅（1971年9月5日）
9. トーキョー・ブーガルー／恋人よ（2002年3月10日）

### オリジナルアルバム
1. マジカル・ハプニングス・トゥアー（1968年7月1日）
2. クラシカル・エレガンス バロック&ロール（1969年5月1日）
3. アウトサイダーの世界（1970年7月5日）
4. 引潮・満潮（1971年8月5日）
5. ハプニングス・ア・ゴーゴー（2005年1月22日）

### 企画盤
1. 決定版！R&Bベスト16（1971年）※8トラックカセット

「あなたが欲しい（別テイク）」以外は洋楽のカバー集。2008年に3曲を追加した「R&B Best 16+3」として再リリース。

### ハプニング・ポップス名義
1. Happening Pops '68（1968年）

### 伊東きよ子&ザ・ハプニングス・フォー名義
1. きよ子と愛とメルヘンと（1969年）

### ザ・ハプニングス・フォー＆クニ・河内名義
1. 透明人間/クニ・河内とザ・ハプニングス・4の世界（1972年）